# Olaf Elicki
Olaf Elicki (* 1962 in Köthen) ist ein deutscher Paläontologe und Hochschullehrer.

## Leben
Elicki studierte ab 1984 Geologie und Paläontologie an der Bergakademie Freiberg mit dem Diplom 1989 und wurde dort 1992 über Paläontologie und Sediment-Fazies kambrischer Karbonate promoviert („Faziesanalyse der kambrischen Karbonate Deutschlands“). Danach war er dort Dozent, habilitierte sich 2010 („Cambrian life in Mediterranean carbonate environments and consequences for the geological reconstruction of the early Palaeozoic Perigondwana“) und wurde an der TU Bergakademie Freiberg 2011 Professor für Mikropaläontologie und Paläoökologie.
Er befasst sich vor allem mit Mikropaläontologie, Paläoökologie und der Faziesanalyse von marinen Sedimenten des Altpaläozoikums (insbesondere Kambrium und Ordovizium mit Schwerpunkt small shelly Fossilien, Spurenfossilien und Ökosysteme) und der höheren Kreidezeit (Schwerpunkt Foraminiferen und Biostratigraphie). Regionaler Fokus seiner Forschungsarbeiten sind Mittel- und Süd-Europa, der Mittlere Osten und Nord-Afrika.
Er ist voting member mehrerer internationaler stratigraphischer Kambrium-Arbeitsgruppen der International Commission on Stratigraphy und Herausgeber der Reihe Paläontologie-Stratigraphie-Fazies (psf) der Freiberger Forschungshefte sowie Co-Editor weiterer Fachzeitschriften. Neben zahlreichen wissenschaftlichen Aufsätzen gab Elicki Fachbände heraus und veröffentlichte ein Lehrbuch zur Historischen Geologie. Er etablierte die Freiberger TU als ein Zentrum der internationalen Kambriumforschung.

## Schriften (Auswahl)
- mit Christoph Breitkreuz: Die Entwicklung des Systems Erde. Springer Spektrum, 2016.
- Als das Leben „explodierte“ und eine völlig neue Welt entstand: Das Kambrium. In: Biologie in unserer Zeit, Band 33, 2006, Nr. 6, S. 380.
- mit H.-J. Berger, H. Brause, D. Leonhardt: Kambrium. In: W. Pälchen & H. Walter (Hrsg.), Geologie von Sachsen - Geologischer Bau und Entwicklungsgeschichte. E. Schweizerbart’sche Verlagsbuchhandlung, 2008, S. 56–79.
- in: W. Stackebrand, D.P. Franke (Hrsg.): Geologie von Brandenburg. E. Schweizerbart’sche Verlagsbuchhandlung, 2015, S. 51–59.
- mit Gerd Geyer, O. Fatka, A. Zylinska: Cambrian. In: T. McCann (Hrsg.), The Geology of Central Europe, vol. 1: 155–202. Geological Society of London 2008.
- als Hrsg. mit Christopher J. Cleal und Jörg W. Schneider: Late palaeozoic terrestrial environments (Perm-Carboniferous, Terrestrial Environments, Palaeontology, Sedimentology). In: Zeitschrift der Deutschen Gesellschaft für Geowissenschaften, 156, Heft 3, 2005